# 1300
1300 (MCCC) je bilo prestopno leto, ki se je po julijanskem koledarju začelo na petek.

## Dogodki

### Države naslednice Mongolskega cesarstva
- 6. januar - Mongolska invazija v Sirijo 1299-1303: Mongoli iz Ilkanata pod vodstvom kana Mahmuda Gazana osvojijo Damask, četudi jim mestna citadela še naprej kljubuje. Del mongolske vojske preganja premagane egiptovske mameluke vse do Gaze.
- februar - Mongoli se po ukazu Mahmuda Gazana umaknejo iz Sirije, saj za njihove konje primanjkuje krme.
- julij - Manjša ciprska križarska flota 16-ih galej, ki jih spremlja ilkanatsko odposlanstvo, izkoristi težke trenutke egiptovske mameluške oblasti in zato plenijo po obali Zamorja. Na celini ne izzivajo, pač pa okupirajo otok Ruad ob obali današnje Sirije. 1303 ↔
- Kan Zlate Horde Tokta sledi princu Čaki Nogaju v Bolgarijo, ki je leto dni poprej z zavzetjem utrdbe Trnovo s tem postal novi bolgarski car. Tokta oblega Trnovo, a mu delo olajšajo bolgarski plemiči, ki so sprva ščitili Čako. Njihov voditelj Teodor Svetoslav postane novi bolgarski car, Tokta pa nato umakne svojo vojsko nazaj v vzhodnoevropske stepe.
- Dinastija Juan, Čagatajski kanat: vrhovni kan Temür začne z invazijo proti čagatajskemu vladarju Kaiduju. Le-ta na pomoč prosi legitimnega čagatajskega kana Duvo, ki pa ga sprva zavrne. 1301 ↔
  - Vrhovni kan Temür pošlje iz Yunnana še eno kazensko ekspedicijo v Burmo nad kraljevino Myinsaing.[1] 1301 ↔

### Ostalo
- 22. februar - Papež Bonifacij VIII. razglasi v buli  "Antiquorum fida relatio" leto 1300 za sveto  leto in s tem otvori prvi krščanski Jubilej. Rim to leto obišče okoli 200.000 romarjev. Temu Jubileju potem sledijo naslednji na vsakih 50 ali 25 let.
- 8. maj - Francosko-flamska vojna: Francozi nadaljujejo z osvajanjem Flandrije. Ta mesec ujamejo flandrijskega grofa Gvida Dampierreja s sinom Robertom III. 1305 ↔
- 21. maj - Amsterdam dobi mestne pravice.[2]
- julij - Prva vojna za škotsko neodvisnost: angleška vojska pod vodstvom kralja Edvarda I. osvoji grad Caerlaverock. Po osvojitvi presenečeno ugotovijo, da se je več kot mesec dni angleški armadi upiralo samo 60 mož.
- 14. junij - Bitka pri Ponzi, vojna sicilskih večernic: aragonsko-anžujska flota pod vodstvom admirala Rogerija iz Laurije porazi sicilsko floto pod vodstvom Konrada d'Orija.
- 15. junij - Bilbao prejme ustanovitveno listino.
- 18. julij - V Parmi je na grmadi sežgan Gerard Segarelli, ustanovitelj ljudskega pridigarskega gibanja Apostolsko bratstvo.
- 25. julij - Gniezno, Poljska: češki kralj Venčeslava II. je kronan za poljskega kralja (kot Venčeslav I.). Poljsko plemstvo ga je soglasno izbralo za novega poljskega kralja.
- oktober - Nemčija: trije cerkveni knezi-elektorji - kölnski, mainški in trierski nadškofi ter pfalški grof - poskušajo odstaviti nemškega kralja Alberta I. Habsburškega, ki pa ne ponovi napake predhodnika Adolfa Nassauškega. 1301 ↔
- Po smrti mejnega Brandenburg-Salzwedela Albert III. si omenjeno marko priključi njegov bratranec, mejni grof Brandenburg-Stendala Oton IV.
- Umrlega nürenberškega mestnega grofa Ivana I. iz hiše Hohenzollern nasledi brat Friderik IV.
- Mezzogiorno: neapeljski kralj Karel II. Anžujski uniči muslimansko komuno Lucero. Razlog za napad je zadolženost Karla II. pri florentinskih bankirjih. Do muslimanov je neprizanesljiv: Anžujci jih pobijejo več tisoč, čez deset tisoč pa prodajo v suženjstvo. Veliko jih najde zatočišče v Albaniji. Po etničnem čiščenju naseli na izpraznjeno ozemlje kristjane iz Burgundije in Provanse, ki pa imajo velike težave pri naseljevanju, saj so vajeni bolj rodovitne zemlje.
- Bizantinsko cesarstvo: maloazijski magnati obtožijo generala Ivana Tarkanijota zatorništva proti cesarju. Tarkanijot je bil uspešen v boju proti plenilskim Turkom in je ponovno utrdil mejo, s tem pa je priškrnil finance lokalnim magnatom, ki so si polnili žepe z denarjem iz cesarske zakladnice namenjenim za varovanje meje. Cesar Andronik II. Paleolog da Tarkanijota ponovno zapreti, stanje na meji z Osmani se zato bistveno poslabša. 1302 ↔
- Zamorje: templarji pod vodstvom velikega mojstra Jacquesa de Molayja poskušajo z bližnjega otoka Ruad zavzeti pristaniško mesto Tortosa. Mesto sicer zavzamejo, a ga zaradi premajhne vojaške zasedbe zapustijo. 1302 ↔
- Umrlega voditelja Malijskega cesarstva Manso Sakuro nasledi bratranec Gao.
- Češki rudnik srebra Kutná Hora proizvede do 20 ton te plemenite kovine letno, kar je dovolj, da postanejo praški groši priljubljeno plačilno sredstvo tudi zunaj Češke. V tem letu izda češki kralj Venčeslav II. še edikt Ius regale montanorum, ki opredeljuje tehnične in administrativne kriterije za delovanje rudnikov.
- Nemški pesnik Hugo iz Trimberga dokonča poučno enciklopedično pesnitev »Sèl« (Der Renner), ki jo tvori 24.000 verzov.
- Benetke štejejo približno 100.000 prebivalcev.
- Judovski učenjak Jakob ibn Tibbon je imenovan dekana medicinske fakultete v Montpellierju.
- Ustanovitev katalonske Lleida.[3]
- Številčnost cerkvenih redov. Po vsej (latinski) Evropi je okoli 700 redovnikov cisterijancev in verjetno toliko, če ne več, redovnic. V 550 samostanih biva več kot 10.000 dominikanskih redovnikov, medtem ko so daleč najbolj razširjeni frančiškani, ki jih je več kot 30.000.

## Rojstva
- 1. junij - Thomas Brotherton, angleški princ, 1. grof Norfolk († 1338)
- 27. september - Adolf Wittelsbaški, pfalški grof († 1327)
- 22. december - Hutuhtu kagan/cesar Mingzong, mongolski vrhovni kan, kitajski cesar dinastije Juan († 1329)

Neznan datum
- Arnaud de Cervole, francoski najemnik in razbojnik ((1366)
- Čihab al-Umari, arabski kronist († 1384)
- Geoffroi de Charny, francoski vitez, pisatelj († 1356)
- Gregorij iz Riminija, italijanski teolog in filozof († 1358)
- Guillaume de Machaut, francoski pesnik in skladatelj († 1377)
- Guy de Chauliac, francoski kirurg († 1368)
- Heinrich von Herford, nemški kronist († 1370)
- Ivan III., brabantski vojvoda († 1355)
- Ivana Pfirtška, avstrijska vojvodinja († 1351)
- Janez iz Mirecourta, francoski filozof in teolog († 1349)
- Janez iz Winterthura, nemški kronist († 1348)
- Janez Tauler, nemški mistik in teolog († 1361)
- Jean Buridan, francoski filozof, logik, učenjak († 1358)
- Jean Pucelle, francoski miniaturist († 1355)
- Jeanne de Belleville, bretonska gusarka in vojskovodja († 1359)
- Laurence Minot, angleški pesnik († 1352)
- Liubartas, veliki knez Volinije († 1383)
- Michelina da Pesaro, italijanska frančiškanska spokornica, blažena († 1356)
- Mojzes iz Narbonne, španski judovski filozof in zdravnik († 1362)
- Petronila de Meath, irska služkinja obtožena čarovništva († 1324)
- Pietro Alighieri, italijanski uradnik, literarni kritik, Dantejev sin († 1364)
- Robert Burgundski, deželni grof Burgundije († 1315)
- Sati Beg, dedinja Ilkanata († 1345)
- Taddeo Gaddi, italijanski slikar, arhitekt († 1366)
- Teresa d'Entença, grofica Urgella († 1327)

Fiktiven lik
- Till Eulenspiegel, literaren lik nizkonemškega ljudskega izročila, primerljiv s slovenskima Pavliho in Lažnivim Kljukcem († 1350)

## Smrti
- 19. februar - Munio iz Zamore, general dominikanskega reda (* 1237)
- 18. julij - Gerard Segarelli, italijanski krivoverec, ustanovitelj Apostolskega bratstva (* 1240)

Neznan datum
- Adenes Le Roi, francoski trubadur (* 1240)
- Albert III., mejni grof Brandenburg-Salzwedela (* 1250)
- Casella, florentinski pesnik, skladatelj (* 1250)
- Čaka, mongolski princ, bolgarski car
- Edmund Almain, angleški plemič, 2. grof Cornwall (* 1249)
- Folquet de Lunel, okcitanski trubadur (* 1244)
- Guido Cavalcanti, italijanski (toskanski) pesnik (* 1250)
- Guillaume de Nangis, francoski kronist
- Ivan I., nemški plemič, mestni grof Nürenberga (* 1279)
- Jakob iz Maerlanta, flamski pesnik (* 1235)
- Janez III. iz Schwerina, nadškof Rige
- Marquard Hildemar, župan hanzeatskega mesta Lübeck
- Nogaj, de facto kan Zlate horde
- Sakura, malijski vladar
- Tomasina Morosini, beneška plemkinja, vojvodinja Slavonije (* 1250)
- Tran Hung Dao, vietnamski general (* 1228)